# Mathieu Joseph
Mathieu Joseph (né le 9 février 1997 à Chambly, province de Québec au Canada) est un joueur professionnel canadien de hockey sur glace. Il évolue à la position d'ailier droit.

## Biographie

### Dans le junior
Joseph est repêché à la 51e position lors du 3e tour du repêchage de la LHJMQ 2013 par les Sea Dogs de Saint-Jean. Il rejoint l'équipe au milieu de la saison 2013-2014. Il inscrit son premier but dans une victoire de 2-0 face aux Foreurs de Val-d'Or. La saison suivante, il marque 5 points dans un seul match et devient ainsi le 6e joueur dans l'histoire de la franchise à réussir pareil exploit. Il termine au 4e rang des pointeurs des Sea Dogs avec une récolte de 42 points. Éligible au repêchage d'entrée dans la LNH 2015, il est sélectionné au 4e tour, à la 120e position, par le Lightning de Tampa Bay.
Il signe son premier contrat professionnel de 3 ans avec le Lightning, le 24 décembre 2016. Il revendique alors un total de 171 points en 176 matchs dans le junior. Lors des séries éliminatoires de 2017, il permet aux Sea Dogs de remporter la Coupe du Président en 4 matchs en finale face à l'Armada de Blainville-Boisbriand. Les Sea Dogs sont toutefois éliminés en demi-finale du tournoi de la Coupe Memorial par les Otters d'Érié.

### Chez les pros
Joseph fait le saut chez les pros avec le Crunch de Syracuse dans la LAH lors de la saison 2017-2018. Il connaît une très bonne saison recrue et plus particulièrement un bon mois de mars 2018 alors qu'il est nommé recrue du mois dans la ligue. Durant cette période, il inscrit 14 points (4 buts et 10 aides) en 12 parties. Il conclut la campagne au 1er rang des pointeurs du Crunch avec une récolte de 53 points en 70 matchs.
Joseph apprend tout juste avant le début de la saison 2018-2019 par Julien Brisebois qu'il a obtenu un poste au sein de la formation du Lightning. Il fait ses débuts dans la LNH, le 6 octobre 2018, dans une victoire du Lightning au compte de 2-1 face aux Panthers de la Floride. Il obtient son premier point et sa première assistance, le 16 octobre, face aux Hurricanes de la Caroline. Le 4 novembre, il marque son premier but en carrière dans la LNH contre les Sénateurs à Ottawa.
Il remporte la coupe Stanley en 2020 avec Tampa Bay sans disputer de matchs des séries éliminatoires.
Le 23 décembre 2020, Joseph signe un contrat de deux ans avec le Lightning de Tampa Bay pour 1,475 million de dollars. 
Joseph remporte sa deuxième coupe Stanley avec le Lightning en 2021, il dispute six matchs des séries éliminatoires.

## Vie privée
Il est le frère aîné du défenseur, Pierre-Olivier Joseph, également joueur de hockey.

## Statistiques

### En club
| Saison     | Équipe                 | Ligue      |     | Saison régulière | Saison régulière | Saison régulière | Saison régulière | Saison régulière |    | Séries éliminatoires | Séries éliminatoires | Séries éliminatoires | Séries éliminatoires | Séries éliminatoires |
| Saison     | Équipe                 | Ligue      | PJ  | B                | A                | Pts              | Pun              | PJ               | B  | A                    | Pts                  | Pun                  |                      |                      |
| 2013-2014  | Sea Dogs de Saint-Jean | LHJMQ      | 30  | 1                | 10               | 11               | 10               | -                | -  | -                    | -                    | -                    |                      |                      |
| 2014-2015  | Sea Dogs de Saint-Jean | LHJMQ      | 59  | 21               | 21               | 42               | 46               | 5                | 1  | 2                    | 3                    | 4                    |                      |                      |
| 2015-2016  | Sea Dogs de Saint-Jean | LHJMQ      | 58  | 33               | 40               | 73               | 57               | 5                | 5  | 2                    | 7                    | 8                    |                      |                      |
| 2016-2017  | Sea Dogs de Saint-Jean | LHJMQ      | 54  | 36               | 44               | 80               | 57               | 18               | 13 | 19                   | 32                   | 14                   |                      |                      |
| 2017-2018  | Crunch de Syracuse     | LAH        | 70  | 15               | 38               | 53               | 41               | 7                | 3  | 4                    | 7                    | 6                    |                      |                      |
| 2018-2019  | Lightning de Tampa Bay | LNH        | 70  | 13               | 13               | 26               | 26               | 4                | 0  | 0                    | 0                    | 0                    |                      |                      |
| 2019-2020  | Crunch de Syracuse     | LAH        | 29  | 6                | 15               | 21               | 14               | -                | -  | -                    | -                    | -                    |                      |                      |
| 2019-2020  | Lightning de Tampa Bay | LNH        | 37  | 4                | 3                | 7                | 16               | -                | -  | -                    | -                    | -                    |                      |                      |
| 2020-2021  | Lightning de Tampa Bay | LNH        | 56  | 12               | 7                | 19               | 10               | 6                | 0  | 2                    | 2                    | 0                    |                      |                      |
| 2021-2022  | Lightning de Tampa Bay | LNH        | 58  | 8                | 10               | 18               | 23               | -                | -  | -                    | -                    | -                    |                      |                      |
| 2021-2022  | Sénateurs d'Ottawa     | LNH        | 11  | 4                | 8                | 12               | 6                | -                | -  | -                    | -                    | -                    |                      |                      |
| 2022-2023  | Sénateurs d'Ottawa     | LNH        | 56  | 3                | 15               | 18               | 36               | -                | -  | -                    | -                    | -                    |                      |                      |
| 2023-2024  | Sénateurs d’Ottawa     | LNH        | 72  | 11               | 24               | 35               | 51               | -                | -  | -                    | -                    | -                    |                      |                      |
| Totaux LNH | Totaux LNH             | Totaux LNH | 360 | 55               | 80               | 135              | 168              | 10               | 0  | 2                    | 2                    | 0                    |                      |                      |

### En équipe nationale
| Année | Compétition                 |    | PJ | B | A | Pts | Pun               |  | Résultat |
| 2017  | Championnat du monde junior | 7  | 1  | 4 | 5 | 0   | Médaille d'argent |  |          |
| 2019  | Championnat du monde        | 10 | 1  | 1 | 2 | 2   | Médaille d'argent |  |          |

## Trophées et honneurs personnels

### Ligue nationale de hockey
- 2019-2020 : vainqueur de la coupe Stanley avec le Lightning de Tampa Bay (1)
- 2020-2021 : vainqueur de la coupe Stanley avec le Lightning de Tampa Bay (2)